# Echinocereus klapperi
Echinocereus klapperi es una especie endémica de alicoche perteneciente a la familia Cactaceae que se distribuye en Sonora en México. La palabra klapperi es un epónimo en honor a Ingo Klapper, alemán aficionado a las cactáceas. Actualmente se considera un sinónimo de Echinocereus scheeri subsp. scheeri.

## Descripción
Crece ramificada, formando agrupaciones de hasta 100 tallos con raíces fibrosas. Los tallos son cilíndricos de color verde, de 8 cm de alto y 3 cm de ancho. Tiene 10 costillas. Posee de 3 a 4 espinas centrales son redondas y rectas, de color amarillo crema a grises, miden cerca de 2 cm de largo. Tiene de 12 a 15 espinas radiales, rectas, esparcidas o aplanadas hacia la superficie del tallo, de 5 a 15 mm de largo. La flor es corto tubular de color rojizo, mide de 5 a 7 cm de largo y de 3 a 5 cm de ancho. El fruto que produce es oval de color verduzco pardo y mide de 8 a 12 mm de diámetro.

## Distribución y hábitat
El área de distribución de la especie no es del todo conocida, es posible que habite al sur de la Presa Plutarco Elías Calles, en la Sierra de Mazatlán y en zonas adyacentes al estado de Chihuahua en México. Habita en bosques de encino (Quercus) en elevaciones de 1400 m s. n. m.

## Estado de conservación
La especie tiene un área de distribución muy restringida, sin embargo, poco se sabe de las probables amenazas para sus poblaciones ni de la ecología de estas.